# Lagesche Straße 29 (Detmold)
Das Wohnhaus an der Lageschen Straße 29 in Detmold im Kreis Lippe (Nordrhein-Westfalen) wurde 1888 im Auftrag des Amtssekretärs Friedrich Horstbring durch den Privatbaumeister Philipp Knollmann errichtet. Die Entwürfe dazu stammen vom Stadtbaumeister Hermann Cuno Heufer.

Grundriss mit Dachlinien

Der zweigeschossige Bruchsteinbau steht auf einem hohen Souterraingeschoss. Das Haus besteht aus drei Gebäudeteilen. Von der Straßenseite sieht man den nordwestlichen Gebäudeteil mit Krüppelwalmdach, an den auf der rechten Seite ein Risalit vorgesetzt zu sein scheint. Dieser geht jedoch über in einen orthogonal verlaufenden Bauteil, der wiederum im Nordosten rechtwinklig abknickt. Die restlichen Dachflächen sind als Satteldächer ausgeführt und mit dunkelgrauen, profilierten Pfannen eingedeckt.
Die Fenster im Souterrain und Erdgeschoss sind mit Segmentbögen überdeckt.
Vor dem Risalit befindet sich im Erdgeschoss ein fünfseitiger, schiefergedeckter Erker, der von einer profilierten Säule getragen wird, welche am oberen Ende wiederum in eine ausladende Konsole übergeht. Unterhalb des weit überstehenden Dachgiebels ein Freigespärre, auf der Giebelspitze eine Wetterfahne.
An der Südostseite führt eine einläufige Freitreppe mit schmiedeeisernem Brüstungsgeländer zum Hauseingang, dessen Tür noch im Originalzustand erhalten ist. Der Eingang wird durch einen kleinen Holzbalkon überdacht. Der Giebel an dieser Gebäudeseite weist ebenfalls Freigespärre auf.
Im Obergeschoss sind bauzeitliche Türen und Fußleisten erhalten, im Flur zudem Reste von Schablonenmalerei. Auch einige Fenster an der Gebäuderückseite befinden sich noch im Originalzustand.
Seit dem 20. Juli 1992 ist das Wohnhaus als Baudenkmal in der Denkmalliste der Stadt Detmold eingetragen.